# Pärt Uusberg
Pärt Uusberg (nacido el 16 de diciembre de 1986) es un  actor, compositor y conductor estonio. En su obra destaca principalmente el repertorio de música coral, siendo el director y el compositor del Kammerkoor Head Ööd, Vend. Desde 2012, Uusberg es miembro de la Unión de Compositores de Estonia.
Además es conocido por protagonizar la película Klass en 2007.

## Trayectoria

### Como compositor
Las obras de Uusberg se caracterizan por la armonía y la meditación. La fluidez de la melodía y el seguimiento textual de las obras vocales. Ha escrito para coros mixtos, femeninos, masculinos e infantiles.

## Filmografía
- Risttuules (2014)
- Oleg (2010)
- Klass (2007)